# Claude Blanchard (acteur)
Pour les articles homonymes, voir Claude Blanchard et Blanchard.
Claude Blanchard, né le 19 mai 1932 à Joliette et mort le 20 août 2006 à Montréal, est un acteur et chanteur québécois. Il a connu une longue et fructueuse carrière au théâtre, à la télévision et au cinéma, celle-ci s'étendant sur 60 ans. Il avait des origines autochtones.

## Biographie
Claude Blanchard s'intéresse dès son adolescence au milieu de la radio et du théâtre. À l'âge de 14 ans, il donne des spectacles de variétés avec sa sœur Claudette.
Il commence, en 1947, un duo de danseurs sous le nom des Lucky Boys avec Marcel Miron. C'est au Théâtre National qu'ils commencent leur carrière. Très rapidement, le duo participe aux tournées burlesques de la troupe de Jean Grimaldi. Claude Blanchard fera partie de la troupe de Jean Grimaldi pendant plusieurs années.
Au cours d’une tournée avec la troupe de Jean Grimaldi, il fait la connaissance d’Armande Cyr, ex-épouse du fantaisiste Réal Béland (Ti-Gus) et mère de la future chanteuse Pier Béland, qui se produit comme chanteuse et comédienne. Il en tombe amoureux. Les deux amoureux décident de quitter la troupe pour se produire ensemble sur scène. C’est le début du duo Claude et Armande.
Claude Blanchard fera aussi ensuite équipe, dans le monde des burlesques et des cabarets montréalais, avec les comédiens Paul Desmarteaux, Juliette Petrie, Olivier Guimond, Paul Thériault (qui fut son premier straight man) et surtout, Léo Rivest, qui sera son comparse sur scène pendant 25 ans.
Durant les années 1960, il devient un invité régulier des émissions de télévision comiques de Télé-Métropole : Alors raconte et Les Trois Cloches. À la fin de la décennie, à la même antenne, il coanime avec Réal Giguère, Madame est servie.
Ed Sullivan l’invite à participer à son émission de variétés enregistrée exceptionnellement à Terre des Hommes dans le cadre d’Expo 67.
Au début des années 1970, Claude Blanchard devient propriétaire du cabaret La Cravate Blanche à St-Sulpice, en banlieue est de Montréal.
Très actif, il prend aussi la commande de sa propre émission de variétés, de 1970 à 1974, et fait naître le personnage de Nestor, l'enfant terrible. À l'été 1980, Nestor revient sur scène et sur disque avec Patof, le temps de quelques spectacles au Parc Belmont.
L'acteur jouera dans de nombreux téléromans au cours de sa carrière, dont En haut de la pente douce (SRC, 1959-1961), La Montagne du Hollandais (TVA, 1992-1994),  Montréal, ville ouverte  (SRC, 1991),  Montréal P.Q.  (SRC, 1991-1995), Omertà (SRC, 1996-1999) et Virginie (SRC, 1996-2005).
Claude Blanchard avait tout le bagage pour interpréter des mafiosi (série Omertà), l'homme n'ayant jamais caché sa profonde amitié pour la famille Cotroni. Il fut un ami d'enfance de Frank Cotroni, et côtoya aussi Vic Cotroni, avec qui il dirigera le cabaret montréalais Casino Français au milieu des années 1950.
« Les Cotroni sont plus que des amis, ce sont mes frères », a-t-il souvent répété. « Nous avons été élevés dans le même milieu », rappelait le comédien.
Claude Blanchard avait aussi été mêlé à la controverse entourant la participation de Jean-Pierre Ferland et de Ginette Reno au mariage d'un membre des Hells Angels, en 2000. Il avait servi d'intermédiaire entre un proche des mariés et Mme Reno pour la convaincre d'aller chanter à la cérémonie.
Lors du référendum de 1980 sur un projet de souveraineté-association entre le Québec et le reste du Canada, il a fait partie d'une minorité d'artistes québécois qui ont adhéré au Comité des Québécois pour le NON.
Claude Blanchard est décédé le 20 août 2006 des suites d'un infarctus à l'âge de 74 ans. Il souffrait aussi d'un cancer aux poumons.

## Citation
« Si vous vivez aussi longtemps en santé et heureux autant que je le désire, dites-vous une chose, que Dieu va vous garder longtemps et vous ne mourrez jamais. »

## Discographie
Simples
- 1965 Cher Antoine / Bal, petit bal (Jupiter, 1016)
- 1969 Tu veux, tu veux pas / Bien l'bonjour (Trans-Canada, TC-3335)
- 1970 Nestor : Chu d'bonne humeur / La vie des p'tits voyous (Trans-Canada, TC-3346)
- 1971 C'é t'y assez fort (Nestor) / Que reste-t-il de nos amours? (Trans-Canada, TC-3364)
- 1971 La Marine québécoise / Le saint patron (Trans-Canada, TC-4075)
- 1972 Nestor : Les enfants d'chômeurs / Merci Ti-Jésus (Trans-Canada, TC-4080)
- 1972 Nestor : Les Tites Filles / Les Grandes Personnes (Trans-Canada, TC-4098)
- 1980 Nestor et Patof : T'es pas sérieux / On fait le tour de la terre (Girafe, 4002 / avec Jacques Desrosiers)
- 1983 J'aurais dû lui dire / J'aurais dû lui dire (instrumental) (Kébec Star, 611)

Albums
- 1971 Un party ben l'fun (avec la participation de Léo Rivest) (Trans-Canada, TSF-1441)
- 1972 Nestor : mon premier album  (Trans-Canada, TSF-1441)

Compilations
- 2006 Nestor - Les grands succès (Disques Mérite, 22-2470)
- 2006 Rétrospective (Disques Mérite, 22-8001)
- 2006 Pour une dernière fois (Premier choix, XXL23324)

Collaborations et performances en tant qu'artiste invité
- 1963 Fais pas ton smart (avec Léo Rivest) (Apex, ALF-1554)
- 1966 Ça, c'est mourant (avec Léo Rivest) (Jupiter, JDY-7019)
- 1979 Mort de rire! (Claude Blanchard et cie) (Promoson, 7517)
- 1980 Nestor et Patof – Pour tous [6] (avec Jacques Desrosiers) (Girafe, GX-20000; Réédité par Les Disques Mérite en 2022 sur les plateformes numériques)
- 2000 : Que reste-t-il ? avec le groupe : Crooners
- 2022 : Patof vol. 2 – Patof et ses amis (Disques Mérite, compilation)

## Filmographie

### comme acteur
Cinéma
- 1975 : Mustang : Cossette
- 1975 : Gina : Bob Sauvageau
- 1980 : Fantastica : Hector
- 1984 : Trilogy
- 1989 : Jésus de Montréal : Policeman
- 1989 : Blue la magnifique
- 1990 : Rafales
- 1991 : Nénette
- 1998 : Aujourd'hui ou jamais : Napoleon

À la télévision
- 1979-1982: Chez Denise (série TV) : M Tony
- 1982 : Métro-boulot-dodo (série TV) : Gaston Lachance
- 1990 : Haute-tension - Pour cent millions (TV)
- 1992 : Montréal P.Q. (série TV) : Harry Smith
- 1992 : La Montagne du Hollandais (série TV) : Slim Conway
- 1996 : Virginie (série TV) : Pierre Boivin
- 1996 : Omertà ("Omerta, la loi du silence") (série TV) : Roger Perreault
- 1996 : On Dangerous Ground (TV) : Don Giovanni
- 1997 : Omertà II - La loi du silence ("Omertà II - La loi du silence") (feuilleton TV) : Roger Perreault
- 1999 : Omertà, le dernier des hommes d'honneur (série TV) : Roger Perreault
- 2002 : Music Hall (série TV) : Jacques Marchand

DVD
- 2011 Bonjour Patof (Musicor Produits Spéciaux)

### comme monteur
- 1988 : C'est la première fois que j'la chante

## Récompenses et nominations
Récompenses
- 1970 : Monsieur Télévision 1970 au Gala des artistes
- 1971 : Chanson de l'année au Gala des Artistes pour Chu d'bonne Humeur [Nestor]
- 1990 : Prix Gémeaux pour le meilleur rôle de soutien masculin dans le téléfilm « Blue la magnifique » (1989) de Pierre Mignot
- 1997 : Prix Métrostar « Hommage » pour sa contribution aux téléséries dont Omertà

Nominations
- Nomination pour le prix Jutra du meilleur acteur de soutien en 1999 pour Aujourd'hui ou jamais